# Bridge (Kent)
Pour les articles homonymes, voir Bridge.

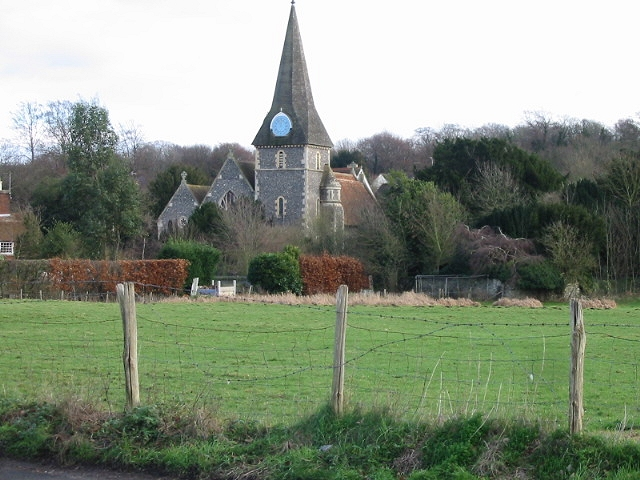
L'église de Bridge

Bridge est village et une civil parish de 1 467 habitants. Situé dans le Comté du Kent, le village est situé à 2,5 miles au sud-est de Canterbury.